# Simin Palay
Simin Palay es un poeta francés en lengua bearnesa, variedad de la lengua occitana. Nació en Casteide-Doat, en los confines de Béarn (Pirineos Atlánticos) y de Bigorre (Altos Pirineos) en 1874 y murió en Gelos (Pirineos Atlánticos) en 1965. 

## Biografía sumaria
- Simin Palay (1874-1965) está considerado como uno de los poetas en bearnés más importantes del principios del siglo XX. Es autor de poemas, obras de teatro y de diversas obras en prosa
- En su juventud fue obrero textil.
- Autodidacta, dedicó su vida "a la defensa y a la dignificación de la lengua bearnesa"
- Fundó junto con Michel Camélat la Escola Gaston Febus y la revista Reclams de Bearn e Gasconha.
- Mayoral del Félibrige, recibió el título de Caballero de la Legión de Honor.
- Una institución de enseñanza secundaria de Lescar et una calle de Gelos llevan su nombre, y un busto suyo fue erigido en el Parque Beaumont de Pau

## Los grandes acontecimientos de la vida de Simin Palay
- 1874 : Simin (Jean-Maximin) Palay nace Casteide-Doat, de madre sastre y madre tejedora
- 1888 : la familia Palay se instala en Vic-en-Bigorre, donde el padre había abierto un negocio. Allí coinciden literatos y artistas, pues también Yan Palay, el padre de Simin, es un narrador y algo poeta.
- 1890 : durante un encuentro literario, Simin conoce en Tarbes a Michel Camélat (Miquèu de Camelat), joven poeta originario de Arrens: es el comienzo de una amistad y una colaboración que durarían toda la vida, hasta la muerte de Camélat.
- 1891 : se instala en Arrens y funda junto con Camélat el Armanac Patouès de la Bigorre, donde colaborarán numerosos escritores y poetas bearneses. Planean juntos crear una sociedad literaria organizada.
- 1896 : junto con A.Plante, alcalde de Orthez, crean la Escola Gastou Febus, escuela filial del Félibrige. Publican también la revista Reclams de Bearn e Gasconha, cuyo primer número aparece el primer día del año 1897.
- 1902 : Simin Palay se convierte en redactor del periódico bearnés "Le patriote", donde trabajará hasta su cierre en 1945. Publica artículos en bearnés bajo el seudónimo de Lou Talhur de Pau (El sastre de Pau)
- 1910 : tras unos problemas sobre el contenido de Reclams... decide fundar junto con Camélat una publicación bimensual con el título de "La Bouts de la Terre", en bearnés, que tendrá continuidad hasta 1914
- 1920 : Es nombrado mayoral del Félibrige. Hacia esas mismas fechas crea el Museo Bearnés.
- 1932 : Culmina la redacción del diccionario comenzado en 1910.
- 1960 : Se le concede la Legión de Honor, junto a su amigo Camélat
- 1965 : Muere en Gelos, tres años más tarde que Camélat.